# Camp de Gauche d'Israël
Le Camp de Gauche d'Israël (hébreu : מחנה שמאל לישראל, Mehaney Smol LeYisrael) était un parti politique israélien. Il était également connu sous le nom de Cheli (hébreu : של"י), acronyme pour Paix pour Israël (hébreu : שלום לישראל, Shalom LeYisrael).

## Histoire
Le parti fut créé pour les élections législatives de 1977 par la fusion du Meri, d'une partie du Moked, de la Faction socialiste indépendante et de quelques membres des Black Panthers. Le parti obtint deux sièges à la Knesset lors des élections, occupés par rotation par cinq membres du parti : Uri Avnery (auparavant représentant du Meri), Aryeh Eliav (représentant pour la Faction socialiste indépendante lors de la précédente session de la Knesset), Meir Pa'il (ancien représentant du Moked), Saadia Marciano et Walid Haj Yahia.
Le 11 novembre 1980, Saadia Marciano quitta le parti afin de former une faction à un seul membre, appelée par la suite Égalité en Israël - Panthers. Le 19 mai 1981, il fut rejoint par un ancien représentant du Dash, Mordechai Elgrably. Le nouveau parti fut par la suite renommé Unité.
Le parti échoua à dépasser le seuil électoral lors des élections législatives de 1981 et disparut en conséquence, nombre d'anciens membres du parti rejoignant la Liste progressiste pour la Paix.